# Crithidia fasciculata
Crithidia fasciculata è una specie di scavata parassiti. C. fasciculata, come altre specie di Crithidiaha, ha un ciclo vitale con un unico ospite (un insetto), nel caso di C. fasciculata questa è la zanzara. Pertanto, non colpisce gli esseri umani, a differenza di altri tripanosomatidi. C. fasciculata ha una bassa specificità per l'ospite, quindi può infettare molte specie di zanzare.